# Rodolfo IV de Baden-Pforzheim
Rodolfo IV, margrave de Baden-Pforzheim (m. 25 de junio de 1348) era un hijo del margrave Germán VII de Baden y su esposa, Inés de Truhendingen.

## Vida
Como hijo más joven, inicialmente estuvo destinado a una carrera eclesiástica. Se convirtió en canónigo en Espira. Cuando su padre murió en 1291, Baden fue dividido y él recibió Baden-Pforzheim. Inicialmente, gobernó Baden-Pforzheim junto con su hermano Germán VIII. Desde 1300 hasta su muerte, gobernó en solitario.
En el conflicto entre el duque Leopoldo I de Austria y el emperador Luis IV, inicialmente se puso del lado de Leopoldo. Después de un tiempo cambió de bando y se alió con Luis IV, quien en 1334 hipotecó el castillo de Ortenburg, las ciudades de Offenburg, Gengenbach y Zell am Harmersbach y las posesiones imperiales en la zona del Ortenau a Rodolfo IV.
En 1335, heredó Baden-Baden de su primo carnal Rodolfo Hesso.
Rodolfo IV murió el 25 de junio de 1348. Sus hijos dividieron la herencia, con Federico III asumiendo Baden-Baden y Rodolfo V quedándose con Baden-Pforzheim.

## Matrimonio y descendencia
Rodolfo se casó el 28 de febrero de 1318 con Lutgarda de Bolanden (m. 1324/25), hija de Felipe V de Bolanden. Este matrimonio no tuvo descendencia.
Después de la muerte de Lutgarda, se casó el 18 de febrero de 1326 con María de Oettingen (m. 10 de junio de 1369), una hija del conde Federico I de Oettingen.  De este matrimonio, tuvo dos hijos:
- Federico III (h. 1327–2 de septiembre de 1353), margrave de Baden-Baden, que casó con su prima segunda Margarita, una hija de Rodolfo Hesso.
- Rodolfo V (m. 1361), margrave de Baden-Pforzheim, se casó el 26 de agosto de 1346 con su prima segunda Adelaida de Baden, la otra hija de Rodolfo Hesso.